# خون‌بازی (آهنگ)
خون‌بازی نام آهنگی با صدای داریوش اقبالی و شعر روزبه بمانی است که در سال ۱۳۸۸ منتشر شد. این آهنگ که به پیامدهای انتخابات ریاست‌جمهوری دهم ایران مربوط می‌شود، در نظرسنجی رادیو فردا از طرف شنونده‌ها به عنوان بهترین ترانه سال انتخاب شد.